# Sporthalle Ruebisbach
Die Sporthalle Ruebisbach ist eine Veranstaltungsstätte für Sportevents in der Stadt Kloten, Schweiz, welche 1996 fertiggestellt und eröffnet wurde. Sie liegt unmittelbar neben der Autobahnausfahrt Kloten-Nord und nahe dem Flughafen Zürich.

## Geschichte
Die Sporthalle Ruebisbach wurde in den 1990er Jahren durch die Architekten Hertig, Hertig und Schoch geplant und 1996 eröffnet. 

## Nutzung
Die Sporthalle wird grösstenteils vom VBC züri unterland , den Kloten-Bülach Jets sowie von Kloten Handball zu Trainings- und Meisterschaftszwecken verwendet.

## Erreichbarkeit
Die Sporthalle ist mit dem Auto mit der Flughafenautobahn A51, Ausfahrt Kloten-Nord, erreichbar. Die Halle befindet sich direkt beim Kreisverkehr. Sie ist ebenfalls mit den Bus 530 ab Zürich Flughafen erreichbar. Ab Kloten ist die Halle am besten mit der Linie 530 bis zur Haltestelle Zum Wilden Mann und von dort aus mit der Linie 530 erreichbar.